# The Flirt (film 1917)
The Flirt è una comica muta del 1917 di Billy Gilbert con Harold Lloyd.

## Trama
Un uomo trova un lavoro in un bar, sperando di riuscire a conoscere la bella cameriera che ci lavora.